# سهیل نایر
سهیل نایر (به انگلیسی: Suhail Nayyar) (زاده ۲۴ نوامبر ۱۹۸۹) بازیگر هندی است.
از فیلم‌هایی که وی در آن نقش داشته است می‌توان به اودتا پنجاب، شارمجی نامکین و قتل مبارک اشاره کرد.